# 図書館戦争
『図書館戦争』（としょかんせんそう）シリーズは、有川浩による日本のライトノベル。イラストは徒花スクモが担当。電撃の単行本（メディアワークス）より2006年2月から2007年11月まで刊行された。第39回星雲賞日本長編作品部門受賞作品。2020年6月時点でシリーズ累計部数は640万部を突破している。
メディア展開も多岐に渡り、漫画版が『LaLa』2007年11月号から弓きいろによって、『月刊コミック電撃大王』でも2008年1月号からふる鳥弥生によって連載された。2008年4月から、Production I.G制作のテレビアニメ版がフジテレビのノイタミナ枠で放送されると共に、同月からアニメキャストが出演するWEBラジオを配信。2012年6月に続編となるアニメーション映画が公開されたほか、2013年4月に実写映画が公開され、その続編映画とテレビドラマが2015年10月に公開された。
架空の法律が社会に重大な影響を与えていることから、パラレルワールドやディストピアの世界を描いたSF小説にも分類される。主人公の成長と恋愛模様を描いた恋愛小説の要素も含まれている。

## あらすじ
1988年、公序良俗を乱し、人権を侵害する表現を規制するための「メディア良化法」が制定される。法の施行に伴い、メディアへの監視権を持つメディア良化委員会が発足し、不適切とされたあらゆる創作物は、その執行機関である良化特務機関（メディア良化隊）による検閲を受けていた。この執行が妨害される際には、武力制圧も行われるという行き過ぎた内容であり、情報が制限され自由が侵されつつあるなか、弾圧に対抗した存在が図書館だった。
実質的検閲の強行に対し、図書館法に則る公共図書館は、「図書館の自由に関する宣言」を元に「図書館の自由法」を制定。あくまでその役割と本の自由を守るべく、やがて図書館は自主防衛の道へと突き進んだ。これ以降、図書隊と良化特務機関との永きに渡る抗争に突入していくことになる。
時代は昭和から正化へと移り、図書隊は激化する検閲やその賛同団体の襲撃によって防衛力を増す。それに伴い、拡大解釈的に良化法を運用し権勢を強めるメディア良化委員会との対立は、激化の一途をたどっていた。
時を同じくして正化26年（2014年）10月4日。高校3年生の郁は、ある一人の図書隊員に検閲の窮地から救われる。幼少時代からの大好きな本を守ってくれた図書隊員との出会いをきっかけに、郁は彼を“王子様”と慕い、自分も彼のように「理不尽な検閲から本を守りたい」という強い思いを胸に、図書隊の道を歩み始めた。
そして、メディア良化法成立から30年を経た正化31年（2019年）。郁は、自身の夢である念願の図書隊へと入隊を果たしたが、指導教官である堂上篤は、郁が目指した憧れの図書隊員とは正反対の鬼教官だった。男性隊員にも引けを取らない高い身体能力が取り柄の郁は、顔も名前もわからない王子様を慕って人一倍過酷な訓練をこなしていく。一方、堂上は、5年前に自らの独断が起こした「ある事件」を重く受け止めていた。
やがて、郁は懸命な努力と姿勢が認められ、全国初の女性隊員として図書特殊部隊に配属される。そして、堂上のもとで幾多の困難な事件・戦いに対峙しながら、仲間とともに助け合い、成長していくこととなる。

## 登場人物
「声」はアニメ版の声優、「演」は実写作品の俳優。

### 主要人物
年齢は『図書館戦争』冒頭の笠原郁入隊時基準。
笠原 郁（かさはら いく）
声 - 井上麻里奈 / 演 - 榮倉奈々
本作の主人公。「熱血バカ」。22歳。高身長と戦闘職種ゆえにすっきりと鍛えられすぎた体つきがコンプレックス（自称“戦闘職種大女”）。髪型はストレートのショート。防衛部・図書特殊部隊所属（女性では史上初かつ唯一の特殊部隊隊員）・堂上班班員。一等図書士（後に図書士長 → 三等図書正）。血液型はO型。
茨城県水戸市出身。幼少のころから本が大好きで、高校3年生の秋、良化機関員の検閲から救ってくれた王子様（図書隊員）に憧れて図書隊員を志す。
明朗快活で心優しい真っ直ぐな性格。正義感が強く仲間思いだが、本を狩られる痛みには誰より敏感で涙脆いといった繊細な一面もあり、ときには無理をして気丈に振る舞ってしまうこともある。また自分に向けられる好意には鈍感で、自他ともに認める顔覚えの悪さから、手塚慧に明かされるまで、自分を助けてくれた憧れの図書隊員（郁曰く、“王子様”）の正体に気付かなかった。一方で勘が鋭く人の真意には敏い一面があり、他人の気持ちにも真摯に寄り添う濃やかさと芯の強さを持つ。恋愛には慣れておらず一途で純情であり、手を握られただけで赤面する。また無防備さからときどき思考がだだ漏れになる。夜遅くにチョコレートを食べるとニキビが出来やすい体質で、酒には弱くワイン2杯で潰れて眠ってしまう。好物はアジフライ。田舎育ちで草花に関する知識が高い。
生まれつき高い身体能力を持ち、更に中学から大学まで陸上部に所属していたため、体力は抜群でインターハイに出場出来るほど脚が速く強靭な脚力を持ち、隊内でもトレーニングではほとんどの男性隊員の成績を超えている超人。しかし男に比べて体が軽い（女子の標準体重にも達していない）ので、犯人に馬乗りになっただけでは確保できないことも多い。射撃は特殊部隊内最低レベルだが、降下（リペリング）は周囲が絶賛するほどの腕前。通常の図書館業務や座学は苦手だが、現状認識能力と柔軟な発想を活かした判断力に優れている。また忍耐強く肝が据わるタイプで、突っ走ってしまう傾向はあるものの、緊急時では機転を利かせた行動で定石を覆し、良い結果を導き出すところがあるため、隊のフラッグシップ的な役割を担うこともある。『図書館革命』における当麻蔵人の亡命の立案者であり、任務中にバディである堂上が負傷し離脱せざるを得なくなったが、見事単独で任務を遂行した。
戦闘力は非常に高く、負傷した堂上を担いで走れるほどの怪力を有する。図書館の図書を持ち出して逃走した青年をその俊足で確保した際に、勧告してなおも抵抗する犯人の顔面を返り血が飛び散るほど殴ったり、女性に刃物を突きつけた図書館立てこもり男の腕を容易く圧し折ったりする（一応手加減はしたらしい）など、犯人確保で男を凌ぐ活躍を見せている。得意技は大外刈り。反射的に堂上を投げ飛ばしてしまったこともある。
特技は子供の扱いと絵を描くこと。胸はAカップだが、美脚で引き締まったスレンダーなモデル体型をしておりスタイルが良い。男勝りな言動により“山ザル”呼ばわりされるが、女性らしい服装及び薄化粧のみで周囲が見惚れるほどの美女になるため、図書館内の囮捜査では戦闘力も含めて囮（餌）として重宝されている。
堂上とは、入隊当初こそ口論の絶えない仲だったが、いつも自分を見守り支え続けてくれる堂上と接する中で堂上のことを心から尊敬し、互いに強い絆と信頼で結ばれていく。また、堂上の部下であることに誇りを持っており、彼のような図書隊員になることを目標としている。憧れの図書隊員（王子様）の正体を知った後は、過去の自身の言動による恥ずかしさと堂上に対する申し訳無さから、堂上と接する際の自分の態度に苦悩したが、小牧のアドバイスなどを経て、茨城県展攻防戦を機に堂上への気持ちをはっきりと自覚した。当麻亡命事件の任務完了後に堂上に告白し、最終的には堂上と結婚、寮を出て官舎で暮らしている。以降は図書隊内の慣例に倣い、特殊部隊と柴崎の呼称は旧姓の「笠原」のままだが、公を含むそれ以外の場では夫・篤と区別するため“堂上三正”と階級をつけて呼ばれる。
“山ザル”、“クマ殺し2世暴れ馬”（詳細は玄田の項参照）、“ブラッディ笠原”（上述の返り血事件より）、“純粋培養乙女・茨城県産”など数々の異名を持つ。
家族構成は、父、母、3人の兄。長兄のことを大・中・小の大から“大兄ちゃん”と呼び、慕っている。
文芸誌『ダ・ヴィンチ』2009年5月号「有川浩徹底特集」における「有川ワールドなんでもランキング」の「好きなキャラBEST10」では第2位を獲得するなど、有川作品の女性キャラクター中で最も高順位に位置する。また、「好きなカップルBEST10」では堂上とともに第1位、2013年5月号の同ランキングでも第1位を獲得。
堂上 篤（どうじょう あつし）
声 - 前野智昭 / 演 - 岡田准一
「怒れるチビ」。27歳。防衛部・図書特殊部隊所属。二等図書正（後に一等図書正）。郁、小牧、手塚を擁する班（4人は隊内でも最少人数）の班長を務める、郁の直属の上官。班内で一番身長が低く、郁との口論の際（初期）に何度か“チビ”と言われている。12月生まれ。
責任感が強いため郁には必要以上に厳しく指導するが、その実彼女を誰よりも大切に思っている。また、必要があれば彼女を正しい方向へ導き支え、その成長を喜び見守るなど面倒見の良さと深い愛情を持つ。性格・外見とも真面目で実直であるため、外部の人間と接する必要がある場面では重宝されるが、真面目さが祟って部隊内ではいじられ役になることが多い（これは隊長および隊員の気質によるところも大きい）。しかし、からかいの度が過ぎると上官も先輩も後輩も同期もなく激怒する。口癖は「アホか貴様（ら）！」「どアホウ（が）！」。仏頂面がトレードマークだが、ポーズであることがままある。
叱るときや褒めるときなどは、主として頭に対して行うことがマイルールであるらしく、ゲンコツ、叩く、はたく、小突く、撫でる、手を置くなどのバリエーションがある。手が届き難いときには書類などを丸めて行う場合もある（対手塚など）。また、ヘルメットを被っているときは例外として肩を叩く。
小牧とともに図書大学校最終年度の卒業生の1人であり、次席だった。図書特殊部隊隊員として、図書館業務・戦闘双方において優れた能力を発揮する。もともと、本質的には郁と同様「考える前に動く」という直情径行型の人間であったが、過去の経験や反省による自制心から、現在は常識や正論を重視し、理性でものを考えるやや堅物な傾向がある。そのため、かつての自分に似た郁の言動を見て「俺が捨てた物を後生大事に拾ってくるな」と内心でぼやくものの、郁に感化されて行動することもしばしばある。また当時の堂上を知る小牧は、度々2人を「似た者同士」「相性が良すぎて無茶が加速する組み合わせ」と評する。
その正体は、郁の“王子様”である。郁の入隊面接時、面接官として同席していた堂上は、見計らい権限で救った少女だと気づいたものの、郁が語った「完璧超人」と言えるような当時の自分の美化されっぷりに、机から顔を上げられなくなった。この面接により、図書隊幹部及び上官たちは堂上がかつて救った少女が郁だと把握し、面白がった玄田の計らいにより、訓練期間の担当教官、及びその後も上官として郁の面倒を見ることになった。だが、自身による失態（見計らい権限の独断行使）が、郁を図書隊の中で最も危険な防衛部へ志望させてしまったことに深く責任を感じており、自分の目の前で傷つかれる前にリタイヤさせるため、当初はとりわけ郁を絞っていた。郁への気持ちには蓋をするつもりであったようだが、ごく稀に公私混同するような行動（手塚慧に会いに行った郁を強引に迎えに行くなど）や、郁が心細がっている際に手を握るなどの行動を取ることもあり、手塚以外の周囲にはバレバレである。
防衛部員時代、児童館の蔵書を巡る検閲抗争において、児童館に侵入した男児に威嚇発砲した良化隊員に激昂し、玄田を含む特殊部隊員と共に公衆の面前で良化隊と大乱闘を繰り広げた過去がある。この一件から、「無鉄砲には役職つけて責任取らせないと何しでかすか分からない」との玄田の計らいで図書特殊部隊に配属となった。作中では配属のきっかけは語られなかった(本人曰く「忘れた!」ため)が、アニメオリジナルエピソードにて小牧が郁に語る形で明かされた。
作家・当麻蔵人の大ファンで、『図書館革命』における亡命事件では郁とともに当麻の護衛に当たったが、最中に良化隊員の発砲により右大腿部を負傷したため、郁に任務の遂行を託した。長時間・大量の雨に当たって発症した低体温症と大量の失血や肺炎のために一時は生死の境を彷徨ったが回復。無事任務を完了した郁の告白を受け入れて、交際を始める。正月に近隣にある実家に帰っていたが、ある一件から家族に郁の存在がバレ、郁と家族を早々に引き合わせることになり、その席で酔いつぶれた郁を自室で介抱していたが、その際の郁の呟きを受け、開き直った。最終的には郁にプロポーズし、『図書館革命』のエピローグで郁と結婚している。その後、郁の兄達から「兄妹喧嘩の際の決め技」として「投げっぱなしジャーマン」を教わっており、夫婦喧嘩の際は郁をベッドへ放り投げたり（郁は投げられることに慣れているので反射で受身を取る）、お姫様抱っこをしてからかったりすることがお約束になりつつある。また料理の腕は、新婚当初は郁と五分五分であったが、凝り性なため、現在では彼の方が凝った料理を出す（ちなみに、共働きのため食事は先に帰宅したほうが作ることになっている）。関西出身の父親に仕込まれたため、お好み焼きも得意。
"熊殺し1世石頭"という異名がつけられる。
家族構成は、父、母、妹。「静佳」という名前に反して野放図な妹に辟易しているが、何だかんだといって仲は良い。
「有川ワールドなんでもランキング」の「好きなキャラBEST10」では第1位を獲得。また、「好きなカップルBEST10」では笠原とともに第1位、2013年5月号の同ランキングでも第1位を獲得。
小牧 幹久（こまき みきひさ）
声 - 石田彰 / 演 - 田中圭
「笑う正論」。27歳。防衛部・図書特殊部隊所属。二等図書正（後に一等図書正）。堂上班の副班長を務める。早生まれ。
図書大学校時代からの堂上の同期で、学生時代は学年首席を取ったり取られたりする間柄であったが、大学校卒業後、高校時代の郁が堂上に助けられた一件を機に堂上とつるむ仲になる。防衛部に配属されてから3年後、良化隊と大乱闘を繰り広げた堂上のお目付役として、彼と共に図書特殊部隊に抜擢された。稀にだが、堂上のことをからかうときあるいは窘めるときは“班長”と呼ぶ。
笑い上戸で、スイッチが入ると必死に堪えるものの、時には堪えきれず席を外す程である。上戸に入る主な原因は、郁と堂上絡みであることが多い。実は郁の入隊面接時に面接官として堂上とともに同席していたため、初期から“王子様”の正体を知っていた。そのため郁が王子様の正体を知って苦悩した際には、堂上の親友及び過去を知る人物として郁にアドバイスをもちかけるなど、郁と堂上両者の良き相談相手でもある。ただし、雑誌運搬の際に自動ドアに突っ込んで目の周りが腫れあがった郁（玄田曰く“のらくろ”）を見て、堂上同様、郁にツバを飛ばすほど吹き出すなど割と真面目な場面でも笑い上戸は健在のようである。なお、その後の郁による「王子様卒業宣言」を堂上以外で聞いている唯一の人物であり、そこでも史上最大級の上戸に落ちいり、横隔膜を攣るほどに笑い伏せている。
公の場では常に正論を貫くが、自分に対しても容赦なく正論を向ける。実際には話の通じない石頭ではなく、むしろ相手の感情や思惑を正確に把握でき、正論を語る際も基本的には情状を斟酌して行う。これには幼馴染である毬江（後述）への想いも絡んでいる。
温和な人柄の持ち主で滅多に言動を荒らげることはないが、時としてピリピリした態度を取ることはある。また毬江の身に危険が迫った時は珍しく取り乱した態度を取ったり、怖い顔で犯人に脅しをかけたこともある。
堂上が無断で見計らい権限を行使した際（郁が堂上に助けられた一件）の査問の後で、「巻き込まれたのが自分にとって大切な相手なら、自分も同じ行動を取っていた」と告げたらしい。自分の弱みはあまり見せないが、特殊部隊内と柴崎には毬江がその1つであることを知られている。
「有川ワールドなんでもランキング」の「好きなキャラBEST10」では第4位。また、好きなカップルBEST10」では毬江とともに第4位、2013年5月号の同ランキングでは第6位。
手塚 光（てづか ひかる）
声 - 鈴木達央 / 演 - 福士蒼汰
「頑な少年」。22歳。防衛部・図書特殊部隊所属。一等図書士（後に図書士長 → 三等図書正）。郁とは同期。父親は図書館協会会長。
几帳面で努力家で誠実だが、完璧主義で融通が利かず恋愛に疎い。家族の問題から、図書隊員および特殊部隊員として優秀な存在になることを目標としている。入隊当初はその思いのあまり自分の尺度では優秀とは思えない郁が特殊部隊に配属されたことに不満を持っていたが、堂上の叱責と当の郁に自分の弱点（高所恐怖症）を指摘された際に、郁に自身の弱点を見抜かれていたこと、そしてそれを郁が手塚に悟らせていなかったことから、自分の価値観とは異なる視点から郁の長所を見るようになった。ただし以後も郁の図書隊員として足りない部分に関しては説教し、尊敬する堂上に言動が似つつあるので、時に郁から「プチ堂上」と呼ばれることがある。高所恐怖症の気があったが克服。狙撃班として高所からの狙撃に従事するなどもはや問題なく、堂上と小牧に感心された。
子供の扱いが苦手で、士長への昇任試験の際の実技が子供相手であることに悩み、柴崎の助言を受けた（その後報酬をぶん取られる）。また、超がつく程のブラコンで、決裂している兄に対して未だ期待を捨てられず、高校時代に兄からもらった時計を処分できずにいた（後に柴崎の手で質に入れられる）。兄が主宰する「未来企画」の努力の甲斐あって検閲抗争時の火器使用が禁じられた後、柴崎が脅迫めいた手段で背中を押したことで、兄とはやや和解の方向へ進んだ。
『図書館革命』のエピローグ及び『別冊図書館戦争II』では、郁とともに新人隊員の練成教官を務めている。
柴崎とは、兄の手塚慧や「未来企画」に関する成り行きから秘密と情報を共有することになって以来、微妙な間柄となる。柴崎からはバレンタインデーに「欲しいのを食べた後」のチロルチョコをもらったり、帰省中のお土産として、お守りをもらったりもした（『別冊 図書館戦争II』では開封してGPS発信機を仕込み、一度返している）。『別冊 図書館戦争II』にてある事件後に柴崎と交際、その後結婚する。
家族構成は、父、母、兄。
「有川ワールドなんでもランキング」の「好きなキャラBEST10」では第9位。また、「好きなカップルBEST10」では柴崎とともに第2位、2013年5月号の同ランキングでは第3位。
柴崎 麻子（しばさき あさこ）
声 - 沢城みゆき / 演 - 栗山千明（特別出演）
「情報屋」。22歳。業務部・武蔵野第一図書館所属。一等図書士（後に図書士長 → 三等図書正）。郁の寮でのルームメイトで親友。郁、手塚とは同期。情報通であり、実験構想中の情報部候補生。防衛部の郁や手塚と同じ試験で昇進している、業務部の出世頭でもある。
長いストレートヘアが特徴のかなりの美人で、アニメ版や実写版ではオフタイムに眼鏡をかけることがある。利用客だけでなく業務部・防衛部の中にもファンは多いが、「営業用に作ったキャラクター」に惹かれる者に本人は興味はない模様。外見とは裏腹に勝気で容赦のない性格（普段は猫を被っている）。容姿と表向きの性格のため、学生時代から何度もストーカーに絡まれており、対策はばっちり。人前で泣くことを嫌がる。
「美人で頭がよくて容赦がない」という本質のため、本性を隠すことに慣れていなかった中学時代は学校で孤立していた。高校、大学と自己の対外的性格設定および人間関係の構築に努めてきたことから、そういった軋轢とは無縁になったが、反面他人との関わりにおいて常に計算を働かせるようになった。それだけに裏表のない計算抜きで付き合うことができる郁のことは、表に出すことはまずないが非常に大切に思っており（郁のことを「あたしの逆鱗」と表現したほど）、彼女に害を為す者は原則として敵とみなす。頭のよさは手塚慧も認めるほど。たまに郁を抱きしめたり、キスをしようとしたりするなどやや百合な部分がある。
恋愛面の知識と経験はあるが、本質を隠して過ごすうちにその方面に臆病になり、外見に寄ってくる相手にしか出会えなかったこともあって、「誰かを大切に想っている人物が同じように自分を見てくれたら」と羨ましく思うことがあったらしい。
『別冊 図書館戦争II』にて、ストーカーに誘拐されたことをきっかけに手塚と結婚する。それまでは「キスを担保に携帯を借りられる」「三回キスをした」関係だった。
家族構成は父、母、妹、弟。実家は金沢。
「有川ワールドなんでもランキング」の「好きなキャラBEST10」では第3位。また、「好きなカップルBEST10」では手塚とともに第2位、2013年5月号の同ランキングでは第3位。
玄田 竜助（げんだ りゅうすけ）
声 - 鈴森勘司 / 演 - 橋本じゅん
「喧嘩屋中年」。43歳。防衛部・図書特殊部隊隊長。三等図書監（後に一等図書監）。
郁の戦闘能力を高く買っている。しばしば豪快かつ無茶な作戦を立案するので、豪胆なのか大ざっぱなのか分からない性格と思われがち。だが、実際には諸状況や想定される結果を勘案した上でもっとも効果的と思われる手段を選んでいる。「大人の喧嘩」が得意。稲嶺や部下らの信頼も厚く、緒形の特殊部隊配属時に噛み付いてきた進藤ら部下を一喝して黙らせた。
図書館で暴れたり素行の悪い未成年への叱り役をお願いされることがしばしばあり、その怒る様子を見た郁は思わず「なまはげ？」と漏らし、周囲も笑いのツボを貫かれた。折口曰く、外見は「干支で喩えると虎とか猪」。しかし郁と同様、子供に懐かれる傾向がある。
ほとんどの場合、無茶な作戦を立案した後の実務は部下（主に堂上）に丸投げしており、そのことでしばしば堂上と口論になるが全く堪える様子はない。小牧曰く「あの人（玄田）はお前（堂上）にそうやって叱られるのが嬉しいんだから」とのこと。郁絡みのことで堂上をからかうこともある。
特殊部隊での訓練合宿時に、藁製の熊を象った人形を宿営中のテントに放り込んで新隊員を驚かせるというイベントの創始者であり、これにひるまず応戦しようとした者はこれまで堂上以外にいなかったが、郁が応戦したことで2人目となる「クマ殺し」の異名持ちとなった。このイベントにはかなり執心しているようで、事前にネタバレされると次の新隊員が来るまで延々と根に持つらしい。
郁曰く「クマと戦って勝てる人間は図書隊では玄田隊長くらいしかいない」ほど屈強であり、やたらと体が丈夫で、茨城県展で最優秀作品を庇い胴体にサブマシンガンの銃弾23発（アニメ版では32発）を撃ち込まれた時ですら、1か月ほどで復活した。
過去に「世相社」の雑誌記者である折口と恋人同士で同棲していたが、それぞれ進む道が違うことから別れる。後に、検閲抗争での銃火器の使用が禁止され仕事の危険度が下がったことと稲嶺の薦めにより折口との結婚を決意する。
「有川ワールドなんでもランキング」の「好きなカップルBEST10」では折口とともに第7位。
稲嶺 和市（いなみね かずいち）
声 - 佐藤晴男 / 演 - 児玉清
関東図書基地司令で現図書隊制度設立の立役者。特等図書監。司令職を勇退後は特別顧問となる（勇退前、最後のワガママとして、玄田を特別に2階級特進させた）。
一見穏やかで上品な老人だが、玄田のような一癖も二癖もある部下を自由にさせておく度量を持つ。『日野の悪夢』の生存者で、事件当時は日野市立図書館館長を務めていた。『日野の悪夢』で右足と妻を失い、それ以来車椅子で生活している。ただし、公式行事などでは義足で歩行する。この義足はある手順で外すと発信機で関東図書基地に居所を知らせられる構造になっている。なお、車椅子は図書隊後方支援部特製の仕込み車椅子（座面の下に銃を隠せる）。若いころは妻と共にクレー射撃を嗜んでおり、『図書館革命』では1人で良化隊員を威圧して足止めした。この時使った銃は原作では「クラシックな二連散弾銃」だったが、劇場アニメではレーザー照準を組み込んだSIG P220だった。
亡妻が愛したカミツレ（カモミール）を図書隊のシンボルマークに採用する。カミツレの花言葉は、稲嶺勇退後も郁や堂上をはじめとする多くの隊員に引き継がれている。
囲碁を趣味にしており、若いころにプロの名人からアマチュア3段の腕前と認められ、現在では更に腕が上がっていると見られている。
イメージモデルは児玉清。児玉は有川とは作品を通して交流があり、実写化作品では制作時すでに児玉が他界していたため、稲嶺として写真で出演している。

### 主要人物を取り巻く人々
手塚 慧（てづか さとし）
声 - 吉野裕行 / 演 - 松坂桃李
「未来企画」の会長。神奈川県内の図書館員。一等図書正。手塚光の兄。原作『図書館内乱』から登場する。
思想の違いから父、弟と離別。制度や企画会員を用いて暗躍する。弟のためならば手段を選ばない性格で、冷酷残忍なところもある。郁を査問にかけるきっかけをつくった張本人であり、郁に王子様の正体を明かした。弟を「未来企画」に取り込むために駆け引きの材料として郁を勧誘するも、郁に内容を知られた上で断られた挙句、光を傷つけたことを指摘された。弟同様かなりのブラコンで、光が電話に出るだけで機嫌が良くなるほど。柴崎と情報交換をしており、光の弱みを柴崎が握っているのは、慧から来ていることも多い。逆に柴崎に光をダシにされても、機嫌良く応じる。
当麻蔵人亡命事件以降は、図書隊と良化隊の検閲抗争における火器の使用を禁止する法を整備するなど、検閲撤廃に向けた行動に尽力している模様。
折口 マキ（おりくち マキ）
声 - 田中理恵 / 演 - 西田尚美
出版社「世相社」の記者であり、同社の週刊誌「新世相」の編集部主任。中年だがかなりの美人。玄田とは大学時代から付き合いがあり、かつて同棲していた。そのため、玄田を最も理解している人物である。
メディア良化法に反対するメディア側の人物。図書隊初の女性特殊防衛員である郁に興味を持っており、出会い早々に郁の写真を無許可で撮り、取材を要求した。のちに郁の写真を（堂上が断るも）雑誌に載せたため、堂上から猛烈な抗議を受けることになる。無遠慮で無神経な物言いが玄田に似ているため、堂上にとってはやりづらい相手でもある。図書館関連の人達のことは、基本的に苗字に君・さん付けで呼ぶが、郁のことは『図書館危機』以降、下の名前にちゃん付けで呼んでいる。
図書隊と協力し、真実を報道することに尽力している（玄田も彼女には情報の開示を厭わない）。『図書館危機』では、香坂大地の記事の扱いを巡って、玄田に相談を持ち込んだ。
中澤 毬江（なかざわ まりえ）
声 - 植田佳奈 / 演 - 土屋太鳳
小牧より10歳下の幼馴染の少女。原作では『図書館内乱』で登場し、郁とは図書館で落としたハンカチを拾ってもらったことがきっかけで知り合う。
中学3年生のときに突発性難聴という病気にかかり、右耳は完全に聴力を失い、左耳も補聴器なしでは聞こえないという状態に陥った。この病気の治療をすべく、中学時代に1年留年している。小牧を幼少のころから「大きくなったら小牧のお兄ちゃんのお嫁さんになる！」と慕っており、小牧に3回とも恋人が出来る度に胸を痛めていた。後に小牧の恋人となり、大学卒業後には結婚する約束をしている。堂上とは小牧の親友である関係から、毬江が中学時代から図書館での顔馴染みであった。
普段は携帯電話のメール作成機能を使って他者に意志を伝えている。文字を打ち込む速度は非常に速い。また、喋ることは出来るのだが自分の声の音量がよく分からず、大きな声になるのを嫌って余り喋らない。だが小牧や郁など、心を許した人の前ではきちんと喋る。
館内で痴漢に遭い、嫌な思いをしていたが、図書特殊部隊（主に堂上班）と柴崎の連係プレーによる囮捜査で犯人が逮捕された。逮捕後、小牧から「緊急時に吹くように」とホイッスルを渡され、お守りとして持ち歩いている。
大学はノートテイクを受けられるところへ進学し、同級生に手伝ってもらいながら充実した日々を送っている。
アニメではDVD第3巻に収録のテレビ未放送話「恋ノ障害」にのみ登場する。毬江がアニメ版でテレビ放送に登場できなかったのは「聴覚障害者」という設定のためであり、これもテレビの自主規制の結果である。劇場版でもワンシーンだけ登場。署名運動に参加していた。なお実写テレビドラマでは「恋ノ障害」をもとにしたストーリーのメインキャストとして登場した。
好きなカップルBEST10」では小牧とともに第4位、2013年5月号の同ランキングでは第6位。

笠原 克宏（かさはら かつひろ）
声 - 上別府仁資 / 演 - 中原丈雄
郁の父親。茨城県庁職員。寡黙な面持ちで冷静な物腰だが、娘の郁を非常に大切に思っている。反対されることがわかっていたため、郁は戦闘職種であることを寿子にも内緒にしていたが、武蔵野第一図書館に来る前、雑誌で郁が防衛部あるいは特殊部隊に属していることを知っていた。職場見学も兼ねて武蔵野第一図書館を訪ねた際、郁の図書隊を志した理由や本を守ることへの強い思いを知り、彼女の職務のよき理解者となる。また、堂上との出会いを通じて、彼を郁の上司として信頼できる人物と判断し、郁のことを託す。以降も堂上とは、郁に関することで連絡を取り合い、個人間で親交を深めていた。
アニメ版では茨城県展発表のテレビ中継に県知事と共に出演。茨城県展攻防戦後、玄田が良化法賛同団体に銃撃される所を目撃する。玄田が倒れた後、郁の頼みで救急車と輸血の手配をした。
笠原 寿子（かさはら としこ）
声 - 木川絵理子 / 演 - 相築あきこ
郁の母親。子供に対して過保護で愛情を押し付けるきらいがあり、特に一人娘である郁に対しては常に女の子らしくあることを強要する。荒事を好まず、女性が戦闘職などに就くことを快く思っていないため、郁が図書隊を志望することに反対している。とある過去がきっかけで、郁に対しては過保護に拍車を掛けることとなり、長きにわたる郁との確執が生じる。アニメ版では郁の過去について自ら話しているところがある（原作では郁の長兄が郁に明かしている）。茨城県展にて郁が戦闘職種に就くことを知ることになるが、郁と真正面から口論して以降、確執が少しずつ解消に向かっている。
堂上に対しては戦闘職種による理由からあまり快く思っていなかったが、『別冊 図書館戦争II』にて、郁と堂上の結婚式での馴れ初め話で堂上が郁の王子様と知り、堂上への反感がなくなる。
緒形 明也（おがた あきや）
声 - 赤澤涼太 / 演 - テイ龍進
防衛部・図書特殊部隊副隊長、一等図書正（後に三等図書監）、元メディア良化隊隊員。話すときのオンとオフの差が激しい。悪ふざけの多い特殊部隊の中では珍しい、日頃の態度が最も大人な人物である。
『別冊 図書館戦争II』にて、昔のエピソードが語られる。大学の時から付き合ってきた竹内加代子という小説家志望の恋人がいたが、大学卒業後に公務員である親が勧めるまま公務員試験を受けて良化特務隊に配属されたことと、彼女の作品が掲載された雑誌を狩ったことを正直に話さなかったことが原因で別れることになる。それがきっかけで良化法について考え、図書館の自由法にシンパシーを感じ、良化特務隊を辞めて講習で司書資格を取り、関東図書隊・防衛部に志願（実技はトップレベル、筆記も上から数えた方が早かったらしいが、その経歴ゆえに、面接は幹部がじきじきに行った）。入隊後、玄田の言葉を受けた稲嶺によって図書特殊部隊に配属される。射撃の名手。
なお、同じく『別冊 図書館戦争II』（文庫版）のショートストーリー「ウェイティング・ハピネス」にて、加代子が「折口から紹介を受けた」と緒形のもとを訪ね、緒方は暴れたが、再び交際する。
堂上同様、玄田の実務丸投げを引き受けるポジションにいる（進藤曰く、この役目は他の隊員が逃げるため「将来的には堂上が受け継ぐだろう」とのこと）。
アニメ版では左頬に傷がある。
進藤 誠 （しんどう まこと）
声 - 中西英樹 / 演 - 波岡一喜
防衛部・図書特殊部隊所属、一等図書正（後に三等図書監）。
狙撃手を務める射撃の名手。緒形が入隊した際に、元メディア良化隊隊員という経歴から緒形に敵意を持っていた。しかし良化特務隊との抗争での実績から緒形のことを図書隊員として認め、以後は親しい仲となる。
アニメ版では手塚の指導をしており、当初はあまりあてにしていないが、茨城県展の検閲抗争で負傷し、代わりに敵のスナイパーたちを手塚が一撃で狙撃したのを見て成長したことを喜ぶ。
郁のことは「娘っ子」と呼ぶこともあり、「うっかりすると隊長（玄田）の流儀を直系で受け継ぐ人材になりそうだ」と評している。
笑い方は『トムとジェリー』の猫・トムに似ていると評される。既婚者。
吉田 達也（よしだ たつや）
防衛部、一等図書士。郁が教官を務めた1人。
元気と調子だけはよい新隊員。不注意な言動が多く（SIG P220を1年差で撃つことができなかったことを悔しがるなど）、郁に何度も叱られ拳骨を落とされている。
安達 萌絵（あだち もえ）
防衛部、一等図書士。手塚が教官を務めた1人。
吉田と同期の女性隊員。明るく積極的な性格。図書特殊部隊唯一の女性隊員である郁にとても憧れており、自身も特殊部隊入りを目指している。
平賀（ひらが）
声 - 高瀬右光 / 演 - 嶋田久作
警視庁の刑事。玄田曰く「警察の親戚」。しばしば玄田に振り回される。アニメ版では利用者の情報開示をはねつけた稲嶺に対し、一目置いているような描写がある。
実写映画では警部補。原作やアニメ版とは違って図書隊に非協力的で、玄田との面識も無い。

### その他の人物
原作登場順に従い、アニメ・漫画版・実写映画版のみの人物は末尾に記載。
鳥羽 敏夫（とば としお）
声 - 梅津秀行
『図書館戦争』で入院した館長の代理として行政側より赴任（アニメでは館長）、当初より図書隠蔽まがいの行為を行う（この行為は配架ミスで片付けられた）。
『図書館内乱』のころに、良化特務機関から届いた小牧への出頭命令書に対して、稲嶺基地司令の到着を待たずに、越権行為で便宜を図り小牧を連行させた。この出頭騒動の終結後、更迭される。
野辺山宗八（のべやま そうはち）
演 - 草薙良一
『図書館戦争』に登場する資産家。総合商社を中心に多角的な経営をする野辺山グループの前会長であり最高顧問で、小田原にある情報歴史資料館（実写映画では「情報歴史図書館」）の理事長。正化31年10月22日に死去。
原作及びアニメ版では名前のみの登場だったが、実写映画では昏睡状態の姿と遺影で登場した。
財団法人 情報歴史資料館
「30年の無風地帯」と言われていた、小田原にある私立図書館。個人が私的に所有する図書や映像記録が主な所蔵品であり、各種雑誌・新聞・テレビ番組の記録など「メディア良化法に関するありとあらゆる報道記録」も保管されている。来館受付は紹介制で、完全予約制。
私立図書館なのでメディア良化委員会も手出しできなかったが、野辺山の死により閉館。所蔵品は関東図書隊が引き取る事となり、それを狙うメディア良化隊との間で小田原攻防戦が勃発する。

木村 悠馬（きむら ゆうま）・吉川 大河（よしかわ たいが）
『図書館戦争』に登場する市内の中学校に通う2年生（『図書館危機』では中学3年生）。学校図書館からエンタメ系の図書を奪おうとするPTA団体に抗議すべく、行動を起こした際に郁たちと知り合う。玄田の計らいでPTA団体と図書館のフォーラムに出席、自分たちの意見を堂々と述べた。悠馬は生徒会書記（のちに会長）になるほど成績優秀で、大人びた言葉遣いをする。大河は活発で行動的だが意見を述べたりするのが苦手で、漫画版では銀河という弟がいる。身長は2人とも堂上よりやや低い程度。
実写映画版では小学生に変更され、第2作に登場している。
朝比奈 光流（あさひな ひかる）
声 - 小野大輔 / 演 - 中村蒼
柴崎に近づく謎の青年。行政問題の研究者の助手と名乗っていたが、実は法務省のキャリア官僚で、情報部候補生である柴崎とデートを装った情報戦を繰り広げた。手塚慧ともコネクションを持っている。ドラマ版では朝比奈修二。
砂川 一騎（すながわ かずき）
声 - 樫井笙人
関東図書隊業務部所属で手塚光のルームメイト。手塚慧が主宰する「未来企画」内のメディア良化法研究会に参加しており、武蔵野第一図書館のホームページにある『一刀両断レビュー』というコーナーで、郁や毬江の愛読書をはじめ、多数の書籍を批判していた。「一図書隊員が図書館という公共のホームページで書籍を批判するのは如何なものか」と館内でも悪い噂になり、レビューの中断を促した郁を利用し罪を被せて図書隠蔽を行い、郁が査問会に呼ばれる原因をつくる。
彦江 光正（ひこえ みつまさ）
声 - 石塚運昇
郁を査問した査問委員会の委員長。関東図書基地副司令。一等図書監（後に、特等図書監）。防衛部出身の行政派。稲嶺勇退後は司令となる。厳格な面持ちと性格から、損をしている部分もある。副司令時代は行政派主体の考えをもち、稲嶺をはじめとする原則派に対してやや偏見じみた言動が目立った。就任後は公正な司令として活動しており、いい司令と徐々に評価を受けつつあるが、郁は理不尽な査問の経験が原因でやや苦手意識を持つ。髪形や鋭い目つきから、郁に「ハゲワシみたい」と評された（玄田も裏でそう呼んでいる）。
香坂 大地（こうさか だいち）
『図書館危機』に登場する俳優。世相社より特集本を出す予定であった。実家の職業である「床屋」がメディア良化委員会から違反語とされていることから、この語を用いること避けようとする世相社と、インタビューの内容を一言一句そのまま掲載することを求める香坂の間で意見が対立し、事務所を通して法廷闘争に発展する（注目を集めることで世論を味方に付け、違反語の適用外とすることを目的とする）。この裁判により、自称にも使う呼び名を勝手に差別用語扱いされていることを初めて知った東京都理容生活衛生同業組合がメディア良化委員会に異議を申し立て、用語の使用が可能となる。メディア良化法の施行以来、正式な手続きにより適用を撤回させた初めての出来事であった。
外見の良さだけがクローズアップされがちであるが、真剣な役作りに裏打ちされた演技力で見る目がある人からは高く評価されており、柴崎もそうした隠れファンの一人であった。
須賀原 明子（すがはら あきこ）
声 - 重松朋
茨城県立図書館館長。特等図書監。玄田曰く「大仏みたいなおばはん」。県から出向して現在の役職に就いたため、図書館館長の職を腰掛け程度にしか思っていない。自分の保身しか考えておらず、良化特務隊との検閲抗争で死傷者が出て自分の経歴にキズがつかないように、防衛部の権限を著しく制限するローカルルールを制定して、実質上検閲を受けるがままの状態を作りあげた。
隣接する茨城県立近代美術館で開催される茨城県展（最優秀作品の『自由』が良化特務隊の制服（模造品）の懐を破って青空とコラージュさせたものであった）のパンフレットを図書館で保管する事になり、良化特務隊との抗争が起きて負傷者が出たため、パンフレットを保管している倉庫に放火し、殺人未遂と放火の現行犯で逮捕された。また良化特務隊に対して非武装無抵抗で抗議する「無抵抗者の会」という団体にも特別顧問として籍を置いていたが、同会は裏で良化法賛同団体と繋がっており、実際は図書隊の戦力を低下させることが目的の組織であった。しかし、その事には全く気づいておらず、前述のローカルルールを強引に制定し、結果として検閲による蔵書の被害をローカルルール制定前よりも拡大させた。
横田（よこた）
声 - 興津和幸
関東図書隊茨城県本部水戸準図書基地準司令。二等図書監。須賀原の作成したローカルルールのため、防衛部が業務部より下に置かれていることに苦渋の念をもっていたが、立場上何の行動も取れないことを悔やんでいた。漫画版では、茨城県展攻防戦において郁や堂上とともに自ら参戦している。原作小説、漫画版では須賀原が茨城県展のパンフレットを燃やそうとした際に身を挺（てい）してそれを防ごうとして重度の火傷を負ったが、幸いにも一命は取り留めた。なお、アニメ版ではパンフレットを放火から防ごうとする行為は堂上が行っており（その後入院して治療を受けるが、ショックからか一時的な失認障害に陥る）、玄田との会談シーン以外では登場しない。
野々宮 静香（ののみや しずか）
声 - 名塚佳織
関東図書隊茨城県本部水戸準図書基地に所属する防衛員。郁とは同い年。茨城県展攻防戦の応援で赴いた郁の寮での案内役を務めた際、郁と親しくなる。県内図書隊のローカルルールと自身の気弱な性格のため、業務部の女性部員達からいじめられていた1人。だが、寮内でいじめを受けた郁による業務部への啖呵および毅然とした態度を見て、最終的には自らも業務部に堂々と立ち振る舞えるようになった。アニメ・漫画版では三つ編みお下げに眼鏡をかけている。
一橋 圀子（ひとつばし くにこ）
声 - 渡辺直美
茨城県知事。芸術作品に対する検閲権の行使は越権行為であることと、検閲抗争で起きた犠牲は良化特務機関ひいては上部組織である法務省に責任があると宣言し、県展開催に踏み切った。アニメ・漫画版では女性として描かれているが、原作は名前が未出なので女性であるかは不明。
当麻 蔵人（とうま くらと）
声 - イッセー尾形
『図書館革命』に登場する作家。敦賀原発で起きたテロ事件の手口が著書を参考にした疑いを持たれ、テロ特措法の拡大適用によりメディア良化委員会から著作活動の停止命令を受けそうになり、図書隊に保護される。当麻側は日本国憲法第21条（表現の自由）侵害であるとして訴訟を起こすが敗訴。郁が思いついた「表現の自由を守れないなら他国に亡命すればよい」というアイディアを受け入れ、イギリス総領事館へ駆け込み亡命に成功する。これにより、これまでは国内問題でしかなかったメディア良化法が国際問題として批判を招く結果となり、テロ特措法の適用が取り消されることになる。
アメリカ同時多発テロ事件と著書の類似性が取りざたされたこともあるトム・クランシーをもじって命名されている。
アニメでは劇場版にて登場。表現の自由や良化法に対して関心を寄せていた人物として描かれた原作と異なり、アニメでは検閲に対して「自分には関係ない」と思っていた人物として描かれた。
木島 ジン（きじま ジン）
『別冊 図書館戦争I』に登場する覆面作家。メディア良化法に違反しない用語の組み合わせによる罵詈雑言や差別表現がどこまで可能か挑戦し、言葉狩りの無意味さを訴えている人物。正体は劇中でも明らかになっていないが、作家として生活できなくなっても困らないと自著のあとがきで公言しており、本業を別に持っているからできるのだろうと柴崎は分析している。
竹内 加代子（たけうち かよこ）
『別冊 図書館戦争II』に登場する作家。ペンネームは竹内かよこ。緒形の元恋人。地方銀行勤務との二足のわらじを履いている。小説を書くのは大学時代からの夢。緒形が良化隊員であることを隠していたこと、デビュー作の載った雑誌を緒形が没収した（同じ雑誌に検閲対象者が載っていた）ことから別れる。しかし、他に好きな人が現れず42歳になっても結婚ができなかった。
付き合っていた当時新規客のノルマをこなすために緒形に開いてもらった口座を、日々の業務の中で確認し、どこで働いているかやお金の出し入れを把握している（これは緒形の目論見どおりである）。折口に取材され、「そのうち、会いに行ってみよう」と発言し、再び交際が始まることになる。
榎木 武史（えのき たけし）
声 - 上田燿司
アニメオリジナルキャラクター。下の名前は劇場版にて判明。
メディア良化隊隊員。階級は不明だが、他の隊員に直接指示を出すなど、図書隊で言う堂上や小牧と同等の身分にあることが示唆されている。アニメ第6話（オリジナルストーリー）において、交戦規定で発砲が禁止されている市街地で小牧を撃ち、足に軽傷を負わせた。後にこの件によって減俸の懲戒処分を受けたことを語っている。
初登場時は違法行為や強引な検閲も辞さない冷徹な良化隊員として描かれていたが、2度目の登場以降は穏やかな人物に描写されている。
茨城県展の抗争前に買出しに行ったコンビニで小牧と偶然再会する。小牧を「優秀な人間」と評し、自分が縁故採用であり組織にこだわる理由を持たないため、図書隊のように明確な志を持たない良化隊の在り方を快く思っていないことを語った。小牧からは図書隊への転職を勧められるが、縁故採用故に固辞している。その後県展の抗争に参加するが、他の多くの隊員のように我を忘れて突撃することはなかった。
この一件以降、小牧とは図書隊員と良化隊員の立場を超えた友人(小牧曰く「腐れ縁」)のような関係になっており、顔を合わせると雑談を交わす仲になっている。
劇場版で再登場。当麻蔵人のファンという一面も描かれ、メディア良化法の不当な弾圧に抗議するファンクラブの集いにこっそり現れてグッズを袋いっぱい買っていた。そこでも偶然小牧と鉢合わせ、検閲を執行し本を狩る立場にありながら、検閲対象を愛読していることに対する後ろめたさも小牧に見せている。
その後、関東からの増援として大阪へ派遣されており、かつての自分のように許可を得ず市街地で発砲した隊員には銃を取り上げ叱責し、バリケードから銃撃する時には生け捕りにするよう指示した。
児島 清花（こじま さやか）
声 - 潘めぐみ
劇場アニメオリジナルキャラクター。紀伊國屋書店新宿本店の店員。
堂上の古い知人。前の書店で査問にあった際、堂上に助けられたことがある。のちに交際を申し込んだが、「自分はまだ未熟だから」と断られている。
亡命事件の際に郁たちが書店に来たときには匿い、豪雨の中レンタカーで大阪へ向かう郁と当麻に食べ物や地図、ガイドマップを差し入れ、負傷した堂上が運ばれたときには手術室の前で終わるのを待っていた。
その後、郁が堂上の見舞いに病院へ来たときに郁と再会。堂上と会ったいきさつを話し、郁の恋愛を応援する。
名前は児玉清をもじってつけられた。
六道・マーク・イングラム
声 - 小出祐介（Base Ball Bear）
劇場アニメオリジナルキャラクター。イギリス総領事館の関係者。アメリカ総領事館前で待ち構えていた良化隊の銃撃を受け停車させられたレンタカーから、自身が乗ってきた外交官車両へ当麻の身柄を移し、郁と当麻2人の窮地を救う。
主題歌を担当したBase Ball Bearの小出がゲスト声優を務めている。
尾井谷 元(びいたに はじめ)
演 - 相島一之
実写映画オリジナルキャラクター。
良化特務機関隊長・一等良化特務正。
良化隊を率いる指揮官。感情を表に出すことなく、淡々と検閲の執行を図書隊に通達する。
また、作戦執行の影で良化法賛同団体に指示を出すなど暗躍する。
あごひげモブ郎（あごひげモブろう）
『図書館戦争 LOVE&WAR』各話でどこかに登場する顎髭が特徴のモブキャラクター。単行本の幕間を埋める4コマ漫画「ある特殊部隊員の恋」シリーズの主人公でもある。同シリーズでは郁に心惹かれ、何とか仲良くなろうとアタックをするも空回りばかりしており（主な原因は、郁と堂上が二人で、しかもいい感じでいるところを目撃しているから）、その恋は未だ実らずにいる。

## 作中設定
設定に関する説明は、特に断りのない限り、原作小説の設定あるいは派生作品（外伝小説・漫画版・アニメ版・実写版）と共通するものである。

### 図書館法
1988年に発足したメディア良化委員会による検閲に抵抗するため、それまでの図書館法全3章を基礎に『図書館の自由に関する宣言』の主要章題を付け加える形で改定された新たな図書館法。図書館の武装化根拠法となっている。
この「図書館の自由に関する宣言」は実在の宣言文の主文から一部改変して引用されており、作中でも多く登場している。

#### 法律構成
全4章、34条で構成。
- 第1章 - 総則（第1条 - 第9条）
- 第2章 - 公立図書館（第10条 - 第23条）
- 第3章 - 私立図書館（第24条 - 第29条）
- 第4章（図書館の自由） - 図書館の武装化（第30条 - 第34条）
  - 第30条 図書館は資料収集の自由を有する。
  - 第31条 図書館は資料提供の自由を有する。
  - 第32条 図書館は利用者の秘密を守る。
  - 第33条 図書館はすべての不当な検閲に反対する。
  - 第34条 図書館の自由が侵される時、我々は団結して、あくまで自由を守る。

運用詳細はメディア良化法と同じく施行令で随時補われる。

### 図書隊
図書館が図書館法第四章（通称、図書館の自由法）を根拠として正化16年（2004年）に設立した独自の防衛組織。シンボルマークはカミツレ（カモミール）の花と本を組み合わせたもの（カミツレは後述の「日野の悪夢」において命を落とした稲嶺夫人が好んだ花であり、花言葉は「苦難の中の力」）。全国10地区に図書隊基地を設置している。
国家機関である良化特務機関に対抗するため広域地方行政機関としての性質を持ち、独自の人事、予算管理を行う。これは「中小都市における公共図書館の運営」（通称：中小レポート）により国立国会図書館以外の全図書館が地方自治体に属し、中央組織が存在しないためだが、よって資金面の課題も存在する。良化法の施行以来公共図書館の役割は急激に増し、各自治体では目的税として図書館税が導入されていった。
当初の体制は拳銃を装備した警備隊程度のものだったが、「日野の悪夢」等に見られる良化法賛同団体によるテロや、良化特務機関の威力的検閲のエスカレートに伴い防弾衣や軍用銃などが配備され、図書隊制度確立と防衛力強化が進むこととなった。図書隊および良化特務機関は超法規的解釈により、戦闘行為を行っても第三者の生存権や財産権を侵さない限りは、たとえ死傷者が出たとしても司法が介入することはない。交戦規定上、市街地等での発砲権はなく、図書隊の図書館施設外における武装には申請が必要である。本来互いを殺傷する目的での交戦は禁止されており、弾薬は弱装弾が使用される。専守防衛の図書隊だが、抗争が激化する現在、実戦経験では警察はおろか自衛隊をも凌ぐとされる、より危険度の高い職業となっているのが実情である。
従来の日本国内の機関と異なり、映像化・マンガ化の際の礼式基準では敬礼は挙手注目による敬礼とされる。なお、テレビアニメ版においては図書隊の敬礼時に左手での挙手が行われている。

#### 図書隊の組織構成

##### 全国組織
図書隊は以下のように全国10区に区分され、各基地が機動的に対応する。所属人員数は総計約30000人。本作の舞台はこのうちの関東図書隊である。
- 北海道図書隊
- 東北図書隊
- 関東図書隊
- 北陸図書隊
- 中部図書隊
- 関西図書隊
- 中国図書隊
- 四国図書隊
- 九州図書隊
- 沖縄図書隊

#### 各組織
業務部
通常の図書館業務担当の部署。業務部員が所属する。本の配架やレファレンスなど司書関係の仕事を担当する。
防衛部
防衛業務を担当する部署。防衛員が所属する。図書館および関連施設の警備や、蔵書の破損・盗難などに対する警戒業務、検閲抗争や良化法賛同団体のテロ行為に対する防衛戦を主な任務としている。
通常装備は特殊警棒、手錠、拳銃 (SIG P220)。
図書特殊部隊（ライブラリー・タスクフォース）
通常図書館業務から大規模制圧戦まで、全業務に精通する精鋭部隊。関東図書隊では50名強の図書特殊部隊員が所属している。
5 - 6名ごとの班（堂上班は4名構成）で平時は基地に駐屯し、市街哨戒のほか各図書館の要請に応じて出動する。図書館業務のほかにも戦闘訓練などを行っており、班ごとにローテーションでシフトを組んでいる。
図書館で起きる事件（痴漢や窃盗）に関しては、即座に不審人物や犯人の確保に努めるために、囮捜査を実行することもある。
防衛部のなかでもずば抜けた高い能力を持つ者が揃い、適性や資質なども選抜基準に含まれる。そのため防衛部である程度の経験を積んでから転属になるのが普通で、郁と手塚の両名が新人訓練終了後に直接配属されたのは異例である。
主な個人装備は、防衛員の装備に加え、自衛隊から払下げられた64式7.62mm小銃、89式5.56mm小銃、9mm機関けん銃、SIG P220拳銃である（弾は弱装弾を配備）。任務によっては無線機やファーストエイドキットの携行、防弾仕様の大盾を使用することもある。その他UH-60JAヘリコプターや化学兵器によるテロを想定した防護服なども配備されている。
戦闘時には防衛員、図書特殊部隊員ともに機関けん銃または自動小銃を装備し、派生作品によるとオリーブドラブ色の戦闘服に戦闘用ヘルメットとボディアーマー、エルボーパッドとニーパッドを着用するスタイルが基本である。アニメ・映画版では、ヘルメットの上にゴーグルも装着している。

後方支援部
蔵書や戦闘装備の調達整備、その他物流一般を担当する部署。管理職以外は一般の商社にアウトソーシングしており、アウトソーシング人員の階級は部内に限定される。
総務部
図書隊人事などを管轄する。
図書大学校
図書隊制度発足と同時に設立された図書隊附属教育機関（大学ではなく大学校なのもこのため）。開校後10年で閉校。辞職する司書が続出した当時、優秀な図書隊員を早期育成する目的で発足した。学生は在学中から準図書隊員としてOJTを受け、卒業後は成績によって直ちに三等図書正または図書士長に任命された（正化31年現在は、大卒者は一等図書士・高卒者は二等図書士が初任階級となる）。堂上と小牧の両名は図書大学校最後の卒業生に含まれる（卒業と同時に三等図書正に任官）。閉校理由は目標人員数が確保できたためとされているが、これについては種々の噂が囁かれている。
情報部
実験構想中の情報機関。柴崎麻子が所属する。
小説に名称のみ登場する部署
法務部

施設整備部

#### その他の図書隊の機関
査問委員会
隊員の関わった問題に対して査問・内部監査を行う機関。

#### 問題点
組織体制
各図書館が独立運営だった法施行前の体制を反映し、図書基地司令と図書館長は同位の特等図書監となっている。そのため基地司令は有事の際しか区域内の図書館の管轄権限を持たず、館長にも異議の提案権が認められている。
原則派と行政派の対立
図書隊内における派閥闘争とも言えるのが原則派と行政派の対立である。図書隊員はその多くが図書館の原則と独立性を重視する稲嶺司令を中心とする原則派と、図書館を行政のコントロール下に置くべきとする行政派に別れる。各派内にも主張の違いはあるものの、概ね両派は折り合いが悪い。
第3の派閥
原則派とも行政派とも違う第3の派閥となるのが、手塚慧を筆頭とする「未来企画」である。図書隊を中央集権型の国家公務組織へ格上げすべきだと主張する図書館組織内の研究会であり、自らを中立派と呼称している。国家公務組織への格上げ、特に文部科学省の機関になることにより、法務省の下部組織である良化委員会と検閲その物の正当性を争えるという思想を持つ。しかしこれらを実行するには検閲対抗権（図書隊の主要な権限）を大きく譲らなければならず、実現したとしても検閲を根絶するには数十年単位の時間がかかるため、その間国民は検閲を強いられることとなる。

#### 図書隊の階級呼称・階級章のデザイン

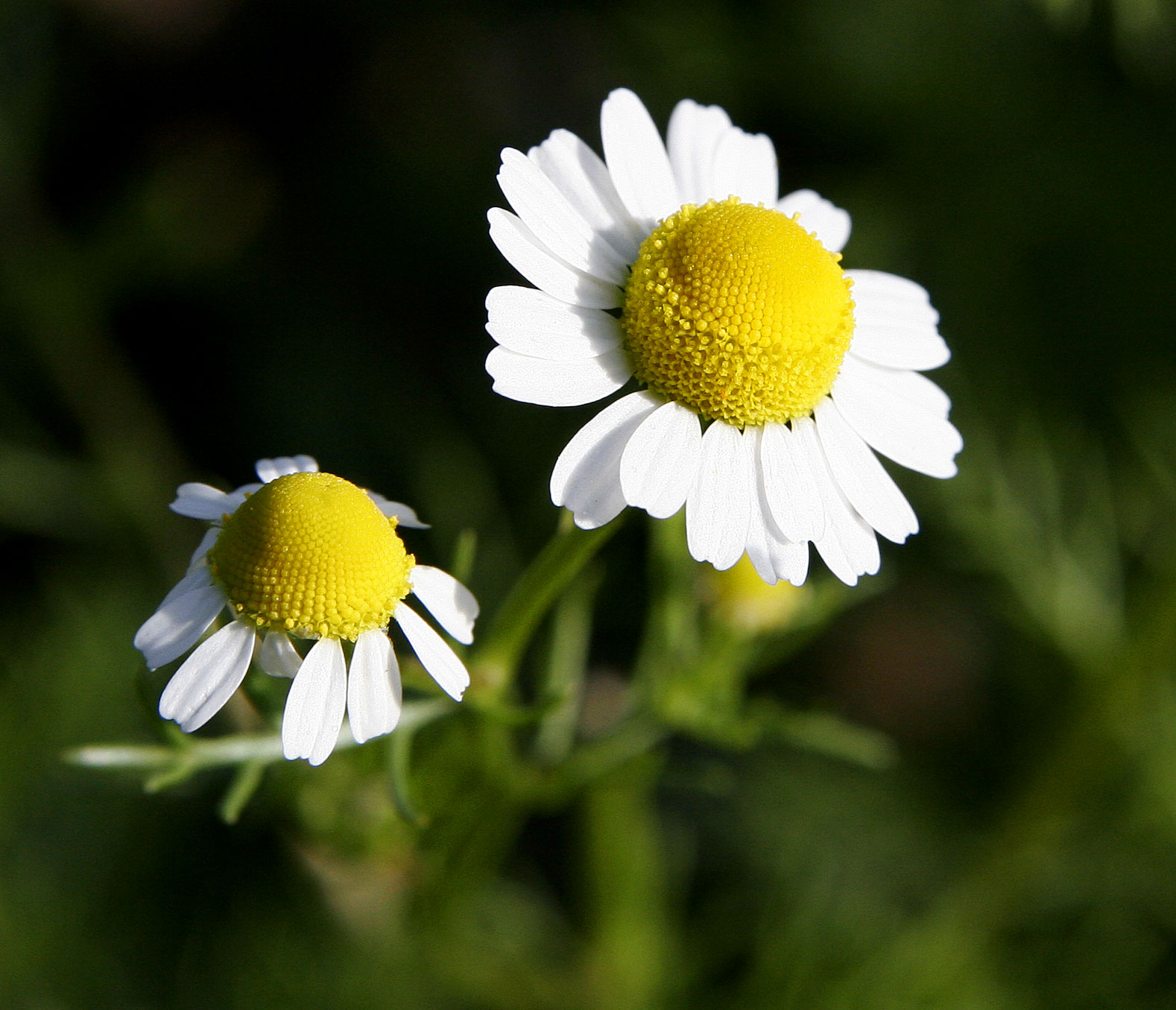
カミツレの花

昇進は三等図書正までが試験と考課、以降は考課のみの査定。試験は半年に1度行われる。現在図書士長から三等図書正への昇任は、士長までを一定期間務めていないと受験資格である部長の推薦がもらえず、推薦をもらった最初の年の試験で昇任することは初年度昇任と呼ばれる。業務部は真面目なだけでなく、積極的なイベント提案などの勤務態度が考課の加点に繋がる。防衛部は捕り物の検挙率や抗争・攻防戦での活躍のほか、あらゆる重要な任務での多大な実績が考課の加点の対象になる。
階級章のデザインに用いられているカミツレの花は、「日野の悪夢」で亡くなった稲嶺夫人が好んでいたものである。稲嶺は階級章を決める際に、意匠にカミツレを入れることを考案した。花言葉は「苦難の中の力」。作中では、郁と堂上に大きな影響を与える重要な花となる。
特等図書監
図書基地司令、大規模な図書館の館長などの職務を務める。階級章は大きな1つのカミツレの花。
一等図書監
図書基地副司令などの職務を務める。階級章は二重の閉じた本の上に3つのカミツレの花。
二等図書監
準図書基地準司令、図書館長代理などの職務を務める。階級章は二重の閉じた本の上に2つのカミツレの花。
三等図書監
隊長などの職務を務める。階級章は二重の閉じた本の上に1つのカミツレの花。
一等図書正
階級章は閉じた本の上に3つのカミツレの花。
二等図書正
階級章は閉じた本の上に2つのカミツレの花。
三等図書正
階級章は閉じた本の上に1つのカミツレの花。
この階級以上の隊員は公用車の使用、「見計らい権限」の行使が可能。
見計らい図書に指定されたものは図書館の購入予定図書となり良化隊による検閲を免れるが、規定予算外の図書の購入を通常一隊員が判断することはない。
図書士長
図書大学校出身者は入隊時この階級か三等図書正に任命される。階級章は三重のV字に開いた本。
一等図書士
大卒の隊員は入隊時にこの階級に任命される。階級章は二重のV字に開いた本。
二等図書士
短大卒の隊員は入隊時にこの階級に任命される。階級章は一重のV字に開いた本。
三等図書士
高卒の隊員は入隊時にこの階級に任命される。階級章は閉じた本が1つ。

#### 図書隊に関係する施設
関東図書基地
関東図書隊における中心基地で、関東各県の準基地を統括する。図書特殊部隊を擁するほか、新入隊員の訓練も行われる。武蔵境に所在する。
アニメ版では航空自衛隊入間基地がモチーフとなっている。
独身寮や官舎も整備されており、寮では基本的に女子は2人部屋、男子は4人部屋になるが、三等図書正以上の者は空きがあれば女子は個室、男子は2人部屋が与えられる（男子寮で個室になるのは二等図書正から）。男子寮と女子寮はロビー等の共有スペースを挟んで同じ建物を二手に分けた構造で、それぞれに寮監がいる。
武蔵野第一図書館
関東図書基地に隣接する基地付属図書館。周辺の図書館と連携した共同保存図書館（デポジットライブラリー）も兼ねるため、公共図書館としては都内最大級の蔵書量、貸出数を誇る。
アニメ版では国立国会図書館（東京本館）がモチーフとなっている。
奥多摩訓練場
奥多摩山中にある図書特殊部隊専用の訓練施設。射撃場、グラウンド、降下（リペリング）訓練塔を備えた屋内訓練用隊舎と宿舎がある他は、郁曰く手入れが行き届いていない山野が広がっている。特殊部隊員は3か月に一度、2班ずつ交代で2週間の特殊訓練を受けることになっている。新隊員配属時は新隊員を受け入れた班を含めた3班で1か月半の集中訓練を行った後、野外行程が実施される。

### メディア良化法
1988年に日本で制定された、青少年に悪影響を与える有害情報や人権を侵害したり公序良俗を乱す表現を取り締まるための法律。実質的検閲の合法化と言える。興味本位の過激なイエロー・ジャーナリズムによる報道被害が社会問題化していたという現実の昭和末期と同様の状況に加え、スキャンダルを追いかけることに血道を上げる余りマスメディアが持つ権力監視機能が機能していなかったことと、国民の政治への無関心が、本来なら成立するはずのないこの法律を成立させた背景にある。
この法律に基づき、法務省（アニメ版では司法省）の下部組織として「メディア良化委員会」が発足した。その運用に外部機関による監査などの制度は設けられておらず、メディア良化法ならびにメディア良化委員会を批判する報道を取り締まるなど不当な行使が可能な点も問題とされる。アニメ版では更にマスメディアがメディア良化委員会側の主張を正当化し、図書隊側を中傷する等の偏向報道を行っており、公正な報道を逆に歪める結果となっている。この事からも立法の趣旨を逸脱し、全体主義的な翼賛体制を強化するような変質を遂げている。

#### メディア良化委員会/良化特務機関
メディア良化法の施行に伴って設立された法務省の下部組織。各都道府県に代執行機関となる良化特務機関（メディア良化隊）を設置し、公序良俗を乱すあらゆるメディアに対する取り締まりを行う。その内容は小売店に対しては入荷物の検閲、版元には流通差し止め命令、マスコミには放送禁止・訂正命令、インターネット上ではプロバイダーへの削除命令など多岐に渡り、事実上の言論統制となっている。これによって書籍の価格も法施行前より十倍から数十倍ほどに高騰した。財産権の侵害になり得る個人の所有物にあたる物品は基本的に対象外だが、解釈の余地の広い検閲基準は随時細則や施行令で補われる。取り締まりに抵抗する者に対しては武力の行使が正当化されており、その裁量権は執行機関に委ねられるという極めて恣意的なものである。作中においてメディア良化委員会側の言い分や、良化隊の視点による正義は一切語られることがない。
図書館法により検閲に抵抗する図書隊とは対立関係にある。
メディア良化隊による検閲権の執行に際しては、代執行宣言の通達と周辺道路の交通規制等がなされる。図書隊と同じく、市街地での発砲権は申請を行わない限り認められないが、アニメオリジナルエピソードでは深夜の住宅街で小牧に発砲し左足を負傷させた他、抗争の終了間際に児童館に侵入した子供に威嚇目的で発砲するなどの不祥事が小牧の口から語られた。しかし、良化委員会側は地域住民からの苦情など明確な抗議が入らない限り不問とし、銃撃による弾痕などの証拠も隠蔽する(小牧はこの良化委員会のやり方について「あいつらにとってルールは守るためじゃなく、上手に破るためにある」と揶揄している)。
良化隊の正式装備は日本警察に似た濃紺の制服(「軍服のような威圧的なデザイン」と称される)と戦闘服、MP5サブマシンガンと狙撃銃。
図書隊と異なり明確な組織編成や階級は登場していない。
アニメ版では制服とエンブレムはナチス風のデザインで、隊員は個人装備として特殊警棒とSIG P220拳銃を所持している。また、臙脂色のワゴン車と人員輸送車を兼ねた検閲対象図書運搬用トラックを配備しており、劇場アニメでは本を焼却する施設も登場している。
実写映画版では一等から三等までの「良化特務正」「良化特務士」の階級、現行の日本警察のものに酷似した階級章、機動隊の出動服のような作業服等が新たに設定され、警察に近い組織として描写されている。

### 麦秋会（ばくしゅうかい）
メディア良化法を支持する政治団体で、誘拐・脅迫等の犯罪行為も厭わない過激派集団。稲嶺と郁を誘拐し、メディア良化委員会側に不利益な証拠となり得る収集図書の破棄を強要する他、実写映画版では組織の幹部が「日野の悪夢」の首謀者と同じ装飾品を身に着けており、同一人物であると思わせる描写がなされた。小説中では良化特務機関との関係性も不明瞭だったが、実写映画では明確に良化特務機関の指示で活動している。

### 日野の悪夢
正化11年（1999年）2月7日、メディア良化委員会に同調する政治結社が、当時公共図書館としてシンボル的存在であった日野市立図書館を襲撃した事件。館長を務めていた稲嶺は右足を失う重傷を負い、稲嶺の妻を含め12人の死者を出した上、図書館の蔵書も1冊を除き全損するなど未曽有の大惨事となった。被害が拡大した原因として、図書隊制度が確立されていなかったために周辺図書館との連携が遅れたことや、警察の介入が大幅に遅れたことなどが挙げられる。後段の理由や襲撃犯が軍用銃等で重武装していた点から、影で良化委員会が糸を引いていたのではないかという噂が今なお絶えない。良化委員会側はこの噂を否定している。実行犯は逮捕されたものの、後の捜査が不自然に打ち切られたことに何らかの圧力が働いたとの見方が強く、図書隊と警察機関との亀裂が深まる結果となった。
これ以降図書隊は稲嶺を中心に本格的な防衛力を備え、良化特務機関との抗争は銃火器などを伴うより激しいものへとなっていった。

### 元号「正化」
作品世界では1989年の改元において、昭和に続く元号は平成ではなく「正化（せいか）」となっている。よって物語開始時点の西暦2019年は正化31年である。「正化」は実際に昭和の次の元号として「平成」「修文」と共に最終候補とされたものである。これについては平成#概説を参照。

## 別冊 図書館戦争
『別冊 図書館戦争』（べっさつ としょかんせんそう）シリーズは、「図書館戦争シリーズ」のスピンオフ小説。全2巻。それぞれ『図書館革命』の最終話からエピローグまでの空白を埋める「I」と、その後を描いた「II」で構成されている。また一部登場人物の過去も描かれている。図書館戦争シリーズとはちがい、主人公らの恋愛にかなり重きを置いているため、「I」の宣伝帯などにおいては「恋愛成分が苦手な方は購入を控えてください」と言った趣旨の文が掲げられている。また、「II」では回想シーン以外にメディア良化隊が登場しない。

## 制作背景
本作品の執筆は、2004年11月ごろ「図書館の自由に関する宣言」を見たことがきっかけとなった。有川浩の夫が図書館に掲示されている宣言文を紹介したためで、興味を持った有川は担当編集者に次回作のテーマとして提案した。そして、「図書館の自由に関する宣言が一番ありえない状況で適用されたらどうなるか」を考えた結果として完成したのが『図書館戦争』シリーズである。この宣言文の引用は小説発表後に論議を呼んだ。
これまで執筆した作品（自衛隊三部作）同様に、ミリタリー・SF・恋愛要素が多い一方、主人公に男性ではなく初の女性を据えるなどの相違点もみられる。なお、本作を執筆するにあたり「主人公を女性にすること」が、当時の担当編集者から出された唯一の条件であった。
本作は、有川が初めて企画構想段階からシリーズ化を予定していた作品であるが、当初は3巻で完結する構想だった。メディアワークス側の要請で全4巻となり、さらに漫画化・アニメ化・実写化といったメディアミックスや外伝小説（『別冊 図書館戦争』シリーズ）、新潮社とのコラボレーションによるスピンオフ小説（『レインツリーの国』）へと発展。ベストセラーを遂げ、本シリーズは有川の最長作品にして代表作となった。

## 評価

### 批評
ミリタリー・ライターの堀場わたるは派手なアクションシーンとベタな恋愛要素が本作の特徴だとしており、加えて読みやすく話のテンポが良い点が万人受けする要因になっていると評している。また、基本的に視点が図書館側である点や世界設定に不満が無いわけではないものの、仮にメディア良化委員会側の視点を加えてしまうと話が複雑化してテンポの良さが損なわれるし、世界設定も凝り過ぎてしまうと読者がついてこれない可能性もあるため、要所要所で取捨選択を行いながらいかにして話を面白くするかを意識して作られていると称賛している。

### 受賞
シリーズ第1作目である『図書館戦争』は、「『本の雑誌』が選ぶ2006年上半期エンターテイメント」第1位、2007年本屋大賞第5位に入賞し、シリーズとしては2008年に第39回星雲賞日本長編作品部門を受賞した。
本シリーズ第5作目である『別冊 図書館戦争I』は、文芸誌『ダ・ヴィンチ』2009年1月号における「ダ・ヴィンチ BOOK OF THE YEAR 2008」恋愛小説部門で、第1位に入賞した。さらに、同誌2009年5月号の「有川浩徹底特集」における「有川ワールドなんでもランキング」の「好きな作品BEST10」では、第1位の『図書館戦争』をはじめ、第3位に『別冊 図書館戦争I』、第5位に『図書館革命』、第8位に『別冊 図書館戦争II』がそれぞれランクインしている。2015年にはシリーズ全体として、第1回SUGOI JAPAN Awardのエンタメ小説部門1位を獲得した。

## 既刊一覧

### 小説
本編全4巻、別冊全2巻の全6巻。2006年から2008年にかけてハードカバー版が発売され、2011年には文庫版が発売された。

#### ハードカバー版
- 有川浩（著） / 徒花スクモ（イラスト）、メディアワークス〈電撃の単行本〉、全6巻
  1. 『図書館戦争』2006年3月5日初版発行（2月10日発売[34]）、ISBN 4-8402-3361-6
  2. 『図書館内乱』2006年9月30日初版発行（9月11日発売[35]）、ISBN 4-8402-3562-7
  3. 『図書館危機』2007年3月5日初版発行（2月10日発売[36]）、ISBN 978-4-8402-3774-1
  4. 『図書館革命』2007年11月30日初版発行（11月10日発売[37]）、ISBN 978-4-8402-4022-2
  5. 『別冊 図書館戦争I』2008年4月10日初版発行（同日発売[38]）、ISBN 978-4-04-867029-6
  6. 『別冊 図書館戦争II』2008年8月9日初版発行（同日発売[39]）、ISBN 978-4-04-867239-9

#### 文庫版
文庫版はハードカバー版の内容にアニメ版DVD初回特典として書き下ろされた短編の再録という構成になっている。DVDは全5巻であり文庫との数が合わないため、文庫のための短編が1編のみ書き下ろされている。
劇場アニメーションで『紀伊国屋書店』とタイアップを行い、『図書館戦争』『図書館内乱』『図書館危機』『図書館革命』の各巻で、紀伊國屋書店の店舗をバックにキャラクターのイラストが描かれたコラボカバー仕様の文庫が数量限定で発売された。
- 有川浩（著） / 徒花スクモ（イラスト）、メディアワークス〈電撃文庫〉、全6巻
  1. 『図書館戦争』2011年4月23日発売[41]、ISBN 978-4-04-389805-3
  2. 『図書館内乱』2011年4月23日発売[42]、ISBN 978-4-04-389806-0
  3. 『図書館危機』2011年5月25日発売[43]、ISBN 978-4-04-389807-7
  4. 『図書館革命』2011年6月23日発売[44]、ISBN 978-4-04-389808-4
  5. 『別冊 図書館戦争I』2011年7月23日発売[45]、ISBN 978-4-04-389809-1
  6. 『別冊 図書館戦争II』2011年8月25日発売[46]、ISBN 978-4-04-389810-7

### 漫画

#### 図書館戦争 LOVE&WAR
『LaLa』（白泉社）にて本編の連載が2007年11月号から2015年2月号まで、スピンオフを原作とする別冊編が2015年5月号から2020年10月号まで連載された。単行本は花とゆめコミックスより刊行。著者は弓きいろ。郁の成長と恋愛部分に主軸を置いた作品となっている。
- 有川浩（原作） / 弓きいろ（作画） 『図書館戦争 LOVE&WAR』 白泉社〈花とゆめコミックス〉、全15巻
  1. 2008年4月10日第1刷発行（4月5日発売[47]）、ISBN 978-4-592-18046-3
  2. 2008年8月10日第1刷発行（8月5日発売[48]）、ISBN 978-4-592-18047-0
  3. 2009年3月10日第1刷発行（3月5日発売[49]）、ISBN 978-4-592-18048-7
  4. 2009年9月10日第1刷発行（9月4日発売[50]）、ISBN 978-4-592-18049-4
  5. 2010年3月10日第1刷発行（3月5日発売[51]）、ISBN 978-4-592-18050-0
  6. 2010年9月10日第1刷発行（9月3日発売[52]）、ISBN 978-4-592-19316-6
  7. 2011年3月10日第1刷発行（3月4日発売[53]）、ISBN 978-4-592-19317-3
  8. 2011年9月10日第1刷発行（9月5日発売[54]）、ISBN 978-4-592-19318-0
  9. 2012年5月10日第1刷発行（5月2日発売[55]）、ISBN 978-4-592-19319-7
  10. 2012年8月10日第1刷発行（8月3日発売[56]）、ISBN 978-4-592-19320-3
  11. 2013年4月10日第1刷発行（4月5日発売[57]）、ISBN 978-4-592-19321-0
  12. 2013年9月10日第1刷発行（9月5日発売[58]）、ISBN 978-4-592-19322-7
  13. 2014年3月10日第1刷発行（3月5日発売[59]）、ISBN 978-4-592-19323-4
  14. 2014年11月10日第1刷発行（11月5日発売[60]）、ISBN 978-4-592-19324-1
  15. 2015年6月10日第1刷発行（6月5日発売[61]）、ISBN 978-4-592-19325-8
- 有川浩（原作） / 弓きいろ（作画） 『図書館戦争 LOVE&WAR 別冊編』 白泉社〈花とゆめコミックス〉、全10巻
  1. 2015年10月10日第1刷発行（10月5日発売[62]）、ISBN 978-4-592-21081-8
  2. 2016年5月10日第1刷発行（5月2日発売[63]）、ISBN 978-4-592-21082-5
  3. 2016年12月10日第1刷発行（12月5日発売[64]）、ISBN 978-4-592-21083-2
  4. 2017年6月10日第1刷発行（6月5日発売[65]）、ISBN 978-4-592-21084-9
  5. 2017年12月10日第1刷発行（12月5日発売[66]）、ISBN 978-4-592-21085-6
  6. 2018年7月10日第1刷発行（7月5日発売[67]）、ISBN 978-4-592-21086-3
  7. 2019年2月10日第1刷発行（2月5日発売[68]）、ISBN 978-4-592-21087-0
  8. 2019年10月10日第1刷発行（10月4日発売[69]）、ISBN 978-4-592-21088-7
  9. 2020年6月10日第1刷発行（6月5日発売[70]）、ISBN 978-4-592-22022-0
  10. 2021年2月10日第1刷発行（2月5日発売[71][72]）、ISBN 978-4-592-22069-5 / ISBN 978-4-592-10621-0（描き下ろしマンガ+ミニ画集付き特装版）
- 有川浩（原作） / 弓きいろ（作画） 『図書館戦争 LOVE&WAR 別冊編 番外編』 白泉社〈花とゆめコミックス〉、2021年2月10日第1刷発行（2月5日発売[73]）、ISBN 978-4-592-22070-1

#### 図書館戦争 SPITFIRE!
郁の熱血ぶりに主軸を置いた作品となっている。
月刊コミック電撃大王で連載されていたが、単行本1巻発売後から作者の健康上の問題を理由に長期休載が続いた末に、2010年3月号にて連載中断を発表。そのため未完となっている。
- 有川浩（原作） / ふる鳥弥生（作画） 『図書館戦争 SPITFIRE!』 アスキー・メディアワークス〈電撃コミックス〉、2008年6月27日発売[74]、ISBN 978-4-04-867077-7

## PV
文庫発売時に有川浩と交友がある演劇集団キャラメルボックスとコラボしたPVが作成され、文庫版サイトにて公開されている。ストーリーはオリジナルとなっており、脚本を有川浩が担当している。

### 出演
- 図書隊員A - 阿部丈二
- 図書隊員B - 温井摩耶
- 店長 - 筒井俊作
- 店員 - 岡内美喜子
- 良化隊員A - 多田直人
- 良化隊員B - 小多田直樹

## アニメ作品とその関連作

### テレビアニメ
2007年11月にテレビアニメ化が発表され、『図書館戦争』（としょかんせんそう）のタイトルで、2008年4月から6月（一部地域では7月）までノイタミナほかにて全12話が放送された。ノイタミナにおいて初の小説原作の作品となる。また、DVD第3巻にはテレビ未放送1話が収録されている（レンタル版は未収録）。2019年にCS放送のAT-Xにて13話が放送された。本作は第40回星雲賞メディア部門の参考候補作となった。

#### スタッフ
- 原作 - 有川浩[5]
- 監督 - 浜名孝行[5]
- シリーズ構成 - 古怒田健志[5]
- キャラクター原案 - 徒花スクモ[5]
- キャラクターデザイン・総作画監督 - 中村悟[9]
- デザインワークス - 常木志伸
- 美術監督 - 池田繁美[5]
- 美術設定 - 荒川直樹[77]
- 色彩設計 - 片山由美子[5]
- 撮影監督 - 田中宏侍[77]
- 3D監督 - 遠藤誠[77]
- 編集 - 植松淳一、奥野英俊
- 音楽 - 菅野祐悟[77]
- 音響監督 - 平光琢也[5]
- 協力 - 社団法人日本図書館協会
- プロデューサー - 高瀬敦也[9]、竹内文恵[9]、西村知恭[9]、細貝康介[9]
- アニメーション制作 - Production I.G[5]
- 制作 - 図書館戦争製作委員会[77]（アスミック・エース[16]、電通[16]、アスキー・メディアワークス[16]、ソニー・ミュージックエンタテインメント[16]、フジテレビジョン[16]、Production I.G[16]）

#### 主題歌
「あたしの街、明日の街」
高橋瞳によるオープニングテーマ。作詞は高橋瞳、作曲・編曲は平出悟。
「changes」
Base Ball Bearによるエンディングテーマ。作詞・作曲は小出祐介、編曲はBase Ball Bear。

#### 各話リスト
| 話数                 | サブタイトル                                | 脚本         | 絵コンテ     | 演出              | 作画監督        |
| -------------------- | ------------------------------------------- | ------------ | ------------ | ----------------- | --------------- |
| 状況 〇一            | 我ガ王子様ハ図書隊ニアリ                    | 古怒田健志   | 浜名孝行     | 浜名孝行 柿本広大 | 中村悟          |
| 状況 〇二            | 図書特殊部隊 （ライブラリータスクフォース） | 坂井史世     | サトウシンジ | 誉田晶子          | 清水博幸        |
| 状況 〇三            | 小田原攻防戦                                | 谷村大四郎   | 布施木一喜   | 布施木一喜        | 窪田康高        |
| 状況 〇四            | 図書隊司令ヲ奪回セヨ                        | ハラダサヤカ | 安藤貴史     | 安藤貴史          | 沼津雅人        |
| 状況 〇五            | 両親攪乱作戦                                | 高橋郁子     | 新留俊哉     | 新留俊哉          | 石井明治        |
| 状況 〇六            | 図書隊ハ発砲セズ                            | 古怒田健志   | 河野利幸     | 河野利幸          | 近藤圭一        |
| 状況 〇七            | 恋ノ情報探索 （恋のレファレンス）           | 谷村大四郎   | 柿本広大     | 柿本広大          | 中原久文        |
| 状況 〇八            | 策動セシハ手塚慧                            | ハラダサヤカ | 山本寛       | 筑紫大介          | 清水博幸        |
| 状況 〇九            | 昇任試験、来タル                            | 坂井史世     | 松澤建一     | 松澤建一          | 波風立流        |
| 状況 一〇            | 里帰リ、勃発                                | 高橋郁子     | 新留俊哉     | 新留俊哉          | 窪田康高        |
| 状況 一一            | 死闘!茨城県展警備                           | 古怒田健志   | 河野利幸     | 河野利幸          | 中村悟 石井明治 |
| 状況 一二            | 図書館ハ誰ガタメニ                          | 古怒田健志   | 浜名孝行     | 浜名孝行 柿本広大 | 近藤圭一        |
| 状況♥ （TV未放映話） | 恋ノ障害                                    | 古怒田健志   | 布施木一喜   | 布施木一喜        | 永島明子        |

#### 放送局
| 放送地域       | 放送局         | 放送期間                 | 放送日時           | 放送系列       | 備考                       |
| -------------- | -------------- | ------------------------ | ------------------ | -------------- | -------------------------- |
| 関東広域圏     | フジテレビ     | 2008年4月11日 - 6月27日  | 金曜 0:45 - 1:15   | フジテレビ系列 | 制作局                     |
| 中京広域圏     | 東海テレビ     | 2008年4月18日 - 7月4日   | 金曜 2:05 - 2:35   | フジテレビ系列 |                            |
| 近畿広域圏     | 関西テレビ     | 2008年4月23日 - 7月9日   | 水曜 1:59 - 2:29   | フジテレビ系列 |                            |
| 福岡県         | テレビ西日本   | 2008年4月24日 - 7月10日  | 木曜 2:10 - 2:40   | フジテレビ系列 |                            |
| 新潟県         | 新潟総合テレビ | 2008年4月25日 - 7月11日  | 金曜 2:00 - 2:30   | フジテレビ系列 |                            |
| 北海道         | 北海道文化放送 | 2008年4月28日 - 7月14日  | 月曜 2:00 - 2:30   | フジテレビ系列 |                            |
| 鹿児島県       | 鹿児島テレビ   | 2008年5月9日 - 7月25日   | 金曜 2:10 - 2:40   | フジテレビ系列 |                            |
| 熊本県         | テレビ熊本     | 2008年6月4日 - 8月20日   | 水曜 2:10 - 2:40   | フジテレビ系列 |                            |
| 広島県         | テレビ新広島   | 2008年6月26日 - 9月25日  | 木曜 1:00 - 1:30   | フジテレビ系列 |                            |
| 島根県・鳥取県 | 山陰中央テレビ | 2008年7月14日 - 11月17日 | 月曜 0:55 - 1:25   | フジテレビ系列 |                            |
| 長崎県         | テレビ長崎     | 2008年9月13日 - 11月28日 | 土曜 1:45 - 2:15   | フジテレビ系列 |                            |
| 佐賀県         | サガテレビ     | 2009年1月15日 - 4月23日  | 木曜 0:35 - 1:05   | フジテレビ系列 |                            |
| 日本全域       | フジテレビTWO  | 2009年4月12日 - 5月17日  | 日曜 0:00 - 0:50   | CS放送         | リピート放送あり           |
| 日本全域       | アニマックス   | 2010年2月3日 - 4月21日   | 水曜 22:00 - 22:30 | CS放送         | LEVEL22枠 リピート放送あり |
| 宮城県         | 仙台放送       | 2011年4月6日 - 6月15日   | 水曜 1:45 - 2:15   | フジテレビ系列 | [ 注 15 ]                  |

| フジテレビ ノイタミナ | フジテレビ ノイタミナ | フジテレビ ノイタミナ             |
| 前番組                | 番組名                | 次番組                            |
| --------------------- | --------------------- | --------------------------------- |
| 墓場鬼太郎            | 図書館戦争            | 西洋骨董洋菓子店 〜アンティーク〜 |

#### DVD
ジャケットはキャラクターデザインの中村悟の描き下ろしで、初回限定版の特典として第1巻には別冊付録「DVD SPECIAL BOOKLET」、また全巻に原作者である有川浩の書き下ろし短編ならびに、コミック版「LOVE&WAR」作者である弓きいろによる短編小説に関連する4コマ漫画が1篇収録された「DVD SPECIAL STORIES」が付属する。発売元はアスミック・エース。
|    | 発売日        |   | 収録話          |   | 備考     |
| 1. | 2008年8月6日  | - | 第1話 - 第2話   |   |          |
| 2. | 2008年9月3日  | - | 第3話 - 第4話   |   |          |
| 3. | 2008年10月1日 | - | 第5話 - 第6話   | - | 未放送話 |
| 4. | 2008年11月5日 | - | 第7話 - 第9話   |   |          |
| 5. | 2008年12月3日 | - | 第10話 - 第12話 |   |          |

### 劇場アニメーション
『図書館戦争 革命のつばさ』（としょかんせんそう かくめいのつばさ）のタイトルで2012年6月16日に公開された。アニメ制作会社・監督・キャラ原案など、メインスタッフはテレビ版から受け継がれている。
これに先立ち、2011年6月刊行の角川文庫折り込み広告や2011年7月23日に発売された『別冊 図書館戦争I』文庫版付属の帯などで劇場用アニメーションの企画進行中と発表されている（作品名正式発表は2012年2月）。
テレビアニメが第3巻の『図書館危機』までのエピソードを描いているため、アニメ映画は第4巻の『図書館革命』のエピソードを中心としている。

#### スタッフ（アニメ映画）
- 原作 - 有川浩「図書館戦争シリーズ」（角川文庫刊）[14]
- 監督 - 浜名孝行[14]
- 脚本 - 古怒田健志[14]
- キャラクター原案 - 徒花スクモ[14]
- キャラクターデザイン - 中村悟[14]
- 作画監督 - 齊藤卓也[14]
- 美術監督 - 池田繁美[14]
- 色彩設計 - 片山由美子[14]
- 撮影監督 - 田中宏侍[14]
- 3D監督 - 須貝真也[14]
- 編集 - 植松淳一[14]
- 音楽 - 菅野祐悟[14]
- プロデューサー - 	渡邊隆史[14]、村上泉[14]
- アニメーション制作 - Production I.G[14]
- 配給 - 角川書店[78]
- 製作 - 図書館戦争フィルムパートナーズ2012（角川書店、Production I.G、ドワンゴ、ソニーPCL、神南スタジオ、佐々木興業）[78]

#### 主題歌（アニメ映画）
「初恋」
Base Ball Bearによる主題歌。作詞・作曲は小出祐介、編曲はBase Ball Bear、玉井健二。

#### 評価（アニメ映画）
全国30スクリーンという小規模公開ながら、2012年6月16、17日の初日2日間で興収3,910万3,600円、動員2万5,614人になり映画観客動員ランキング（興行通信社調べ）で初登場第10位を記録した。

### WEBラジオ

#### 関東図書基地 広報課
アニメイトTVと音泉で配信されたWEBラジオ。アニメイトTVでは木曜日に、音泉では金曜日に配信された。隔週で男子寮と女子寮が交互に配信され、両ラジオ共通でゲームを行なったりもした。

##### 出演者
- 女子寮
  - パーソナリティ 井上麻里奈（笠原郁 役）・沢城みゆき（柴崎麻子 役）
- 男子寮
  - パーソナリティ 前野智昭（堂上篤 役）・鈴木達央（手塚光 役）

##### コーナー
図書レポート
ふつおたやフリートークなどをやるコーナー。
メディア良化法対策講座
男子寮と女子寮で競い合うゲーム。お題となる言葉を別の表現をして、それを当てるもの。出題者と回答者を交代して2セット行い、正答の合計を競う。
良い子! 悪い子! 熱血バカ! 《女子寮》
リスナーが自由に決めたシチュエーションで、良い子、悪い子、熱血バカの三者が取る行動を考え、2人に評価してもらうコーナー。
（例）遊園地で迷子の子どもを発見しました。
良い子の場合：迷子センターに連れてゆく。
悪い子の場合：無視してどこかに立ち去る。
熱血バカの場合：迷子と一緒に親を探す。
教えて! 堂上教官! 《男子寮》
堂上教官に教えてもらいたいことや手本をみせてほしいものを送って解決してもらうコーナー。ただし、納得のいかない返事をした場合は、堂上教官にキツイお仕置きが与えられる。また、たまに「頑張れ手塚くん」、「そこはどうなの小牧教官」も行われることもある。

##### 配信日/ゲスト
配信日はアニメイトTVの日時。
女子寮
|    | 配信日        |   | サブタイトル |  | ゲスト |
| 1. | 2008年4月10日 | - | 最初は“図書館”！ジャン・ケン・ポンッ！                                                                              |  |        |
| 2. | 2008年4月24日 | - | 「いやーん、寿司こわーい」「お寿司こわーい、“うに”こわーい」                                                        |  |        |
| 3. | 2008年5月8日  | - | 「私、大好きだから、前野さん（笑」「多分もっと深く前野さんを知った方がいいね！」                                    |  |        |
| 4. | 2008年5月22日 | - | 別にあたし、貴方の事なんか“女子”じゃないもん！                                                                      |  |        |
| 5. | 2008年6月5日  | - | 「“チュウ”だけじゃないんだよ〜」「“チュウ”だけじゃないのッッ?!」                                                    |  |        |
| 6. | 2008年6月19日 | - | 「お前そんな事言ったら、検証しあわなくちゃならなくなるだろぉ〜」 「そっか、私前振りだって事に気付かなかった（苦笑」 |  |        |
| 7. | 2008年7月3日  | - | 「ラブレター作って読んで下さい！」「小2かっ（笑）」                                                                 |  |        |

男子寮
|    | 配信日        |   | サブタイトル                                                                 |   | ゲスト                |
| 1. | 2008年4月17日 | - | 玄田で“どぅーん！”イン・ジャン・ホイッ！                                     |   |                       |
| 2. | 2008年5月1日  | - | 堂上教官は“よろぴく〜”言わないだろう（笑                                     |   |                       |
| 3. | 2008年5月15日 | - | 「戦争勃発！」のコーナーをもう一回おんなじ問題でやり直そう（笑               | - | 石田彰（小牧幹久 役） |
| 4. | 2008年5月29日 | - | 「いかがですか、お味は？」「『この程度か？（堂上で）』ッゲッホ、ゴッホッ!!」 |   |                       |
| 5. | 2008年6月12日 | - | 色々ここでアウトにするなよ！セリフの所で検閲入ったの初めてだぞ？             |   |                       |
| 6. | 2008年6月26日 | - | 俺“一球入魂”派だからさ！！                                                   |   |                       |
| 7. | 2008年7月10日 | - | え、何で泣きそうなん？                                                       |   |                       |

#### 関東図書基地広報課 図書特殊広報隊
- 劇場アニメ化を記念してラジオが復活。
- 配信期間：2012年6月8日 - 12月28日
- アニメイトTVにて隔週金曜日更新。

##### 出演者（WEBラジオ 図書特殊広報隊）
- 前野智昭（堂上篤役）、鈴木達央（手塚光役）

##### コーナー（WEBラジオ 図書特殊広報隊）
図書レポート
教えて! 堂上教官!! がんばれ手塚君!
堂上といえば、教官。教官といえば、正しい情報を教えてくれたり、色々な見本を見せてくれる存在です。ということで、堂上を演じている前野さんに、色々なことを教えてもらったり、色々なことの見本を見せてもらおうというコーナー。途中から手塚役の鈴木さんも参戦。
アドリブ ストーリー メーカー！
お題のキャラになりきって、リスナーから送られてきた三文字の言葉であいうえお作文を作るコーナー。
座学
図書館戦争の世界をより詳しく知る為のお勉強コーナー。

##### 配信日/ゲスト（WEBラジオ 図書特殊広報隊）
|     | 配信日         |   | サブタイトル |  | ゲスト |
| 1.  | 2012年6月8日   | - | 「じゃ、何守りたい？何？」 「え、やっぱり自分の名誉とか――（← 堂上の中の人）」                                                                 |  |        |
| 2.  | 2012年6月15日  | - | 「日常で使える事ばっかり!!」「――まぁ、性的な方向に（苦笑）」                                                                                  |  |        |
| 3.  | 2012年6月29日  | - | 「あの人、多分暇だぜ?!」 「暇なわけねぇだろッ、お前!! ベストセラー作家様だぞッッ!!」                                                          |  |        |
| 4.  | 2012年7月13日  | - | 「まぁ、大人の話ですけどね？」「でも、そういうの、全部ばらしていくからッ!!」                                                                  |  |        |
| 5.  | 2012年7月27日  | - | 「健全な茨城男児はするだろ？」 「しますよ？ ＜(￣＾￣)＞エッヘン」                                                                            |  |        |
| 6.  | 2012年8月10日  | - | 「夏休みらしい事だったり、夏特有の事しました？」 「何だろう――“裸で寝た”とかそンくらいかな（爽）」                                             |  |        |
| 7.  | 2012年8月24日  | - | 「それに比べてお前のドキドキは――」 「お！ 俺のドキドキ大事だろぉ、お前ぇ！」                                                                  |  |        |
| 8.  | 2012年9月14日  | - | 「ハーバード大学でこのラジオ聴いちゃったらアカンだろ」 「その前にさ、何でその入ってきた男が俺ら知ってるんだよ?!」                             |  |        |
| 9.  | 2012年9月21日  | - | 「入れちゃいましょうッ!!」「でも、初めては痛いって言うじゃないですか？」                                                                      |  |        |
| 10. | 2012年10月5日  | - | 「ああ！もぅ、全部“バック”からと――！」「後ろから―全部って言うと語弊があるから、やめとけッ！」                                                 |  |        |
| 11. | 2012年10月19日 | - | 「我々一体今までどんな放送をして来たのか、ちょっと思い返したくなってくるね!!」 「ちょっと不安になってきますね〜、“大丈夫なのかなぁ？”って！」 |  |        |
| 12. | 2012年11月2日  | - | 「うつぶせの方が、エロい夢を見やすいらしいよ？」「何てこったっっ!!」                                                                          |  |        |
| 13. | 2012年11月16日 | - | 「機内のああゆうモノにも、私ぁ、出ませんからぁ（フテ）」「まだ、ソレ引きずってんのかよ（苦笑）」                                              |  |        |
| 14. | 2012年12月14日 | - | 「この番組のDJCDと共にOLDCODEXの『CONTRAST SILVER』という2nd.アルバムをリリース！やったね!!」 「それ、別番でやれよッッ!!」                    |  |        |
| 15. | 2012年12月28日 | - | 「あれは作家の陰謀ですから！」「違いますっ！君の暴走ですッッ!!」                                                                              |  |        |

#### 関東図書基地広報課〜アニメ１０周年記念特別番組〜
- アニメ放送10周年を記念してラジオが復活。
- 配信期間：2018年5月30日 - 2018年7月1日
- 音泉にて配信。

##### 出演者（WEBラジオ 図書特殊広報隊）
- 前野智昭（堂上篤役）、鈴木達央（手塚光役）

##### コーナー（WEBラジオ 図書特殊広報隊）
図書レポート
教えて! 堂上教官!! がんばれ手塚君!
堂上といえば、教官。教官といえば、正しい情報を教えてくれたり、色々な見本を見せてくれる存在です。ということで、堂上を演じている前野さんに、色々なことを教えてもらったり、色々なことの見本を見せてもらおうというコーナー。途中から手塚役の鈴木さんも参戦。

## 実写作品
実写映像化され、TBSテレビと角川書店（KADOKAWA）、配給の東宝を中心とする製作委員会により、2013年から2015年までに映画・テレビドラマ計3作が発表された。主演は岡田准一と榮倉奈々。監督は佐藤信介、脚本は野木亜紀子。
- 映画『図書館戦争』 - 2013年4月27日公開
- テレビドラマ『図書館戦争 ブック・オブ・メモリーズ』 - 2015年10月5日放送
- 映画『図書館戦争-THE LAST MISSION-』 - 2015年10月10日公開